# Bielutine
Pour plus de détails, voir Fiche technique et Distribution.
Bielutine est un film documentaire franco-allemand réalisé par Clément Cogitore et sorti en 2011.

## Fiche technique
- Titre : Bielutine
- Réalisation : Clément Cogitore
- Scénario : Clément Cogitore
- Photographie : Sylvain Verdet
- Montage : Pauline Gaillard
- Musique : Electric Electric
- Société de production : Seppia
- Pays de production :  France -  Allemagne
- Durée : 30 minutes
- Date de sortie : France - 20 mai 2011

## Récompenses et distinctions

### Sélections
- Festival de Cannes 2011 (sélection de la Quinzaine des réalisateurs)[1]
- Festival du film de Belfort - Entrevues 2011[2]
- Festival IndieLisboa 2012[3]
- États généraux du film documentaire 2017[4]
- Festival Corsica.Doc 2021[5],[6]